# Wodnikowe Wzgórze (serial animowany 2018)
Wodnikowe Wzgórze (ang. Watership Down) – brytyjski animowany miniserial przygodowy z 2018 roku w reżyserii Noama Murro na podst. powieści o tym samym tytule autorstwa Richarda Adamsa z 1972 roku.
Serial został wydany 22 grudnia 2018 roku w Wielkiej Brytanii na antenie BBC One, a dzień później na całym świecie na platformie Netflix.

## Obsada głosowa
| Postać               | Oryginalny dubbing       | Polski dubbing               |
| -------------------- | ------------------------ | ---------------------------- |
| Leszczynek           | James McAvoy             | Marcin Hycnar                |
| Czubak               | John Boyega              | Paweł Peterman               |
| Piątek               | Nicholas Hoult           | Maciej Dybowski              |
| Koniczynka           | Gemma Arterton           | Joanna Kuberska              |
| generał Czyściec     | Ben Kingsley             | Marcin Troński               |
| kapitan Ostrzeń      | Freddie Fox              | Mateusz Weber                |
| Ostrężnik            | Miles Jupp               | Miłogost Reczek              |
| Dzwonek              | Daniel Kaluuya           | Józef Pawłowski              |
| Jastrzębiec          | Mackenzie Crook          | Jan Cięciara                 |
| Mlecz                | Daniel Rigby             | Józef Grzymała               |
| Truskawka            | Olivia Colman            | Agnieszka Fajlhauer          |
| Kihar                | Peter Capaldi            | Waldemar Barwiński           |
| Hyzentlaja           | Anne-Marie Duff          | Karolina Bacia               |
| kapitan Storczyk     | Jason Watkins            | Tomasz Borkowski             |
| sierżant Sparceta    | Craig Parkinson          | Wojciech Chorąży             |
| Pokrzywka            | Charlotte Spencer        | Martyna Kowalik              |
| Tetutinanga          | Rosie Day (dialogi)      | Aleksandra Zawadzka          |
| Tetutinanga          | Emeli Sandé (śpiew)      | Aleksandra Zawadzka          |
| kapitan Firlet       | Lee Ingleby              | Łukasz Węgrzynowski          |
| kapitan Werben       | Adewale Akinnuoye-Agbaje | Grzegorz Pawlak              |
| Czerniec             | Henry Goodman            | Paweł Szczesny               |
| Czarny Królik z Inlé | Rosamund Pike            | Joanna Węgrzynowska-Cybińska |
| farmer               | Murray McArthur          | Cezary Kwieciński            |
| żona farmera         | Lorraine Bruce           | Katarzyna Kozak              |
| Pierwiosnek          | Rory Kinnear             | Leszek Zduń                  |
| Pięciornik           | Peter Guinness           | Marek Robaczewski            |
| Treara               | Tom Wilkinson            | Marek Barbasiewicz           |
| Łezka                | Gemma Chan               | brak danych                  |
| Narrator             | brak danych              | Artur Kaczmarski             |
| Frys                 | James Faulkner           | Jacek Król                   |
| El-ahrera            | Taron Egerton            | brak danych                  |

## Produkcja
W lipcu 2014 roku ogłoszono, że BBC wyemituje nowy animowany serial oparty na powieści Wodnikowe Wzgórze z 1972 roku oraz jej animowanej ekranizacji z 1978 roku. W kwietniu 2016 roku poinformowano, że serial będzie koprodukcją BBC i Netflixa i będzie składał się z czterech jednogodzinnych odcinków. Pełną obsadę głosową ogłoszono w listopadzie 2018 roku. Budżet serialu wyniósł 20 milionów funtów.

## Spis odcinków
| Nr. | Oryginalna premiera | Polska premiera | Polski tytuł | Oryginalny tytuł |
| --- | ------------------- | --------------- | ------------ | ---------------- |
|     |                     |                 |              |                  |
| 01  | 22.12.2018          | 23.12.2018      | Wędrówka     | The Journey      |
| 02  | 22.12.2018          | 23.12.2018      | Włamanie     | The Raid         |
| 03  | 23.12.2018          | 23.12.2018      | Ucieczka     | The Escape       |
| 04  | 23.12.2018          | 23.12.2018      | Oblężenie    | The Siege        |
|     |                     |                 |              |                  |